# Kalle Anka vill ha nattro
Kalle Anka vill ha nattro (engelska: Early to Bed) är en amerikansk animerad kortfilm med Kalle Anka från 1941.

## Handling
När Kalle Anka ska gå och lägga sig, går allt i hela huset emot honom. Det börjar med hans väckarklocka som han råkar svälja, och sedan hans säng som också försöker hålla honom vaken. Något som får Kalle att bli galen.

## Om filmen
Filmen hade svensk premiär den 14 december 1942 på Sture-Teatern i Stockholm och ingick i kortfilmsprogrammet Kalle Ankas glada gäng tillsammans med sex kortfilmer till; Kalle Anka som fönsterputsare, Sådan husse, sådan hund (ej Disney), Musse Pigg har ångan uppe, Äventyr i djungeln (ej Disney), Pluto junior och Kalle Ankas snöbollskrig.
Filmen har haft flera svenska titlar genom åren. Vid biopremiären 1942 gick den under titeln Kalle Anka vill ha nattro. Alternativa titlar till filmen är Kalle Ankas sömnproblem och Tidigt i säng.

## Rollista

### Originalröst
- Clarence Nash – Kalle Anka[7]

### Svensk röst
- Andreas Nilsson – Kalle Anka[6]